# 工程控制网
工程控制网（geodetic control network），是测量控制网的一种，是专门为某项工程建设而布设的平面和高程控制网，为工程建设提供了一个统一的参考框架，同时还起着控制测量误差累积的作用。